# Aeroportul Regional Laramie
Aeroportul Regional Laramie (IATA: LAR, ICAO: KLAR, FAA LID: LAR) este un aeroport din Wyoming, Statele Unite ale Americii ce deservește zona Laramie. Aeroportul a fost tranzitat în 2019 de 37.990 de pasageri. A fost deschis în 1934 și numit după zona deservită.
Situat la o altitudine de 2.220 m, aeroportul dispune de 2 piste.

## Infrastructură

### Piste
Aeroportul dispune de 2 piste. Pista 03/21 are suprafața de asfalt și dimensiunile 8.502 picioare × 150 picioare. Pista 12/30 are suprafața de asfalt și dimensiunile 6.300 picioare × 100 picioare. 